# Endoszimbionta elmélet

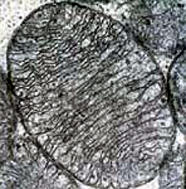
Sejten belüli szimbionta: a mitokondrium rendelkezik mátrixszal és sejtmembránnal, hasonlóan valószínűsíthető elődeihez, a szabadon élő proteobaktériumokhoz

A mára széles körben elfogadott szimbiogenezis, endoszimbiogenezis, illetve endoszimbiotikus vagy endoszimbionta elmélet az eukarióta sejtek prokariótákból való kifejlődésének evolúciós elmélete, amelyet elsőként 1905-ben és 1910-ben Konsztantyin Szergejevics Mereskovszkij orosz botanikus fogalmazott meg, s amelyet 1967-ben Lynn Margulis továbbfejlesztett és mikrobiológiai bizonyítékokkal is alátámasztott. Az elmélet szerint az eukarióta sejtekre jellemző félautonóm (részleges genetikai önállósággal bíró) sejtszervecskék vagy organellumok egysejtű prokarióták (baktériumok vagy archeák) szimbiózisa során alakultak ki.
Vélhetően a bakteriális sejtfal eltűntével vagy gyengülésével lehetségessé vált a fagocitózis, melynek révén az egyik sejt bekebelezhette a másikat. Kivételes esetekben a bekebelezett sejt nem emésztődött meg, hanem a két sejt együtt maradt, majd idővel integrálódott az anyasejtbe, funkcióinak és génjeinek egy részét elvesztve vagy „átadva” a gazdasejtnek, és egy adott funkcióra specializálódott – vagyis sejtszervecske lett belőle.
A mitokondriumok, a plasztiszok, mint például a kloroplasztiszok és talán az eukarióta sejtek más organellumai tehát egykor önálló prokarióta élőlények voltak, melyek endoszimbontaként egymás belsejébe kerültek. Ezen belül a mitokondriumok a Rickettsiales proteobaktériumokkal, a kloroplasztiszok pedig a nitrogénfixáló, fonalas cianobaktériumokkal lehetnek közelebbi rokonságban.
A szimbiogenezist támogató nagy számú bizonyíték közé tartozik, hogy új mitokondriumok és plasztiszok kizárólag kettéosztódással jönnek létre, a sejtek nem tudnak más módon újakat létrehozni; a csak a mitokondriumok, kloropasztiszok és baktériumok membránjában megtalálható porin transzportfehérjék; a csak a mitokondrium belső membránjában és a baktériumsejtek membránjában megtalálható kardiolipin; valamint, hogy egyes mitokondriumokban és plasztiszokban olyan egyszálú cirkuláris DNS-molekulák találhatók, mint a baktériumok kromoszómáiban. Azonban a sejtmag, mint egykor önállóan létező élőlény léte még közvetett bizonyítékokkal sem támasztható alá – valószínűbb, hogy kialakulása nem szimbiogén, hanem autogén módon történhetett.

## Története

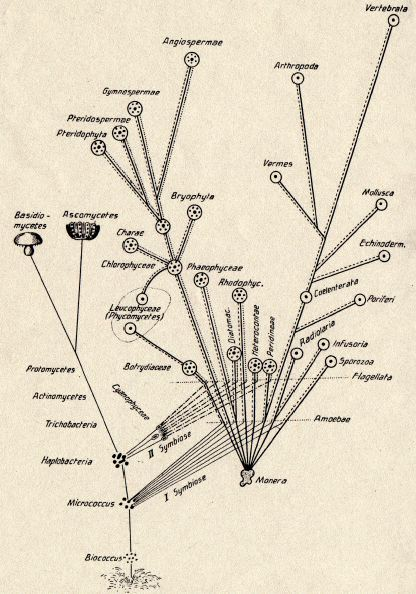
Konsztantyin Mereskovszkij 1905-ös életfája, ami a szimbiogenezis két epizódjával illusztrálja a komplex életformák kialakulását, melynek során szimbiotikus baktériumok beépítésével létrejött a sejtmag, illetve a kloroplasztisz

A szimbiogenezis (a görög: σύν szün „együtt”, βίος biosz „élet” és γένεσις geneszisz „eredet, születés” szavakból) elmélete elsőként Konsztantyin Mereskovszkij 1905-ös The nature and origins of chromatophores in the plant kingdom című tanulmányában jelent meg, amit 1910-es The Theory of Two Plasms as the Basis of Symbiogenesis, a New Study of the Origins of Organisms című munkájában fejtett ki bővebben. Előképe volt még id. Entz Géza munkája, aki felfedezte az általa levélzöldtestecskéknek nevezett, csillósokban élő zöldalgák szimbionta természetét (Entz 1876). Bár Richard Altmann már 1890-es könyvében (Die Elementarorganismen) lejegyezte, hogy a mitokondriumok a baktériumok festésére alkalmas festékekkel mutathatók ki eredményesen a növényi és állati sejtekben, és ez alapján arra a következtetésre jutott, hogy a mitokondriumok a sejtben élő baktériumok, azonban ezen messze túlmenő, megalapozatlan állításai miatt nem kapta meg a tudományos közösség támogatását. Mereskovszkij ismerte Andreas Schimper botanikus írásait, aki 1883-ban megfigyelte, hogy a zöld növények kloroplasztiszának osztódása nagyon emlékeztet a cianobaktériumokéra, és aki maga is felvetette (egy lábjegyzetben), hogy a zöld növények a két szervezet szimbiotikus egyesüléséből származhatnak. 1918-ban Paul Portier francia zoológus Les Symbiotes című publikációjában azt állította, hogy a mitokondriumok egy szimbiotikus folyamatból származnak. Ivan Wallin az 1920-as években hirdette a mitokondriumok endoszimbiotikus eredetét.
Borisz Kozo-Poljanszkij orosz botanikus volt az első, aki az elméletet a darwini evolúció keretein belül kísérelte megmagyarázni. 1924-es könyvében, Novyi printzip biologii. Ocherk teorii simbiogeneza (The new principle of biology. Essay on the theory of symbiogenesis; ami 2010-ben Symbiogenesis: A New Principle of Evolution címmel jelent meg angol nyelven), ezt írja, "A szimbiogenezis elmélete a kiválasztódásnak a szimbiózis jelenségén alapuló elmélete." Ezeket az elméleteket kezdetben elutasították vagy figyelmen kívül hagyták. A cianobaktériumok és a kloroplasztiszok részletező, elektronmikroszkópos összehasonlításainak megjelenése (például Hans Ris 1961-es és 1962-es cikkeivel), valamint annak felismerése, hogy a plasztiszok és a mitokondriumok saját DNS-sel rendelkeznek (amiről akkorra már tudták, hogy az élőlények örökítő anyaga), az elképzelés 1960-as évekbeli újraélesztéséhez vezetett.
Az elméletet Lynn Margulis 1967-es On the origin of mitosing cells című cikkében továbbfejlesztette és mikrobiológiai bizonyítékokkal támasztotta alá. 1981-es Symbiosis in Cell Evolution című munkájában amellett érvelt, hogy az eukarióta sejtek kezdetben egymással kölcsönhatásban élő szervezetek közösségei voltak, például endoszimbionta spirochaetáké, melyekből kifejlődtek az eukarióta undulipódiumok (ostorok és csillók). Ez az utóbbi elgondolás nem nyert teret, mivel az ostor nem tartalmaz DNS-t, valamint a baktériumok és archeák ostorának ultraszerkezete is eltérő (lásd még: az ostor evolúciója és prokarióta citoszkeleton). Margulis és Dorion Sagan szerint „az élet nem harccal szerezte meg magának a bolygót, hanem hálózatosodással” (tehát együttműködéssel). Felmerült a peroxiszóma endoszimbionta eredete is, bár ezek nem tartalmaznak DNS-t. Christian de Duve egyenesen azt feltételezte, hogy ezek lehettek az első endoszimbionták, lehetővé téve a sejteknek, hogy elviseljék a Föld atmoszférájában található növekvő mennyiségű szabad molekuláris oxigénjét. Jelenlegi tudásunk szerint azonban a peroxiszóma de novo (újonnan) jött létre, nem szimbionta eredetű.

A mitokondriumok és plasztidok egy modellje.

A szimbiogenezissel versengő elmélet, az autogenezis, avagy autogén keletkezés elmélete szerint fokozatos evolúció vezetett az eukarióta sejt megjelenéséhez. Az elmélet számos változatának közös vonása, hogy nem feltételezik a mitokondrium szerepét a prokarióta-eukarióta átalakulásban. Gyengíti az elméleteket, hogy számos, tudományos bizonyítékokkal alátámasztott érv szerint a mitokondrium már jelen volt az utolsó eukarióta közös ősben, valamint energetikai okokból elengedhetetlenül szükséges volt az eukarióta sejtre jellemző komplexitás létrejöttéhez (mivel a mitokondriumok, akár többedmagukkal, a gazda citoplazmájában mindenhol előfordulhatnak, a sejt méretét már nem korlátozza az energiaellátás kényszere).

## Az endoszimbiontáktól a sejtszervecskékig

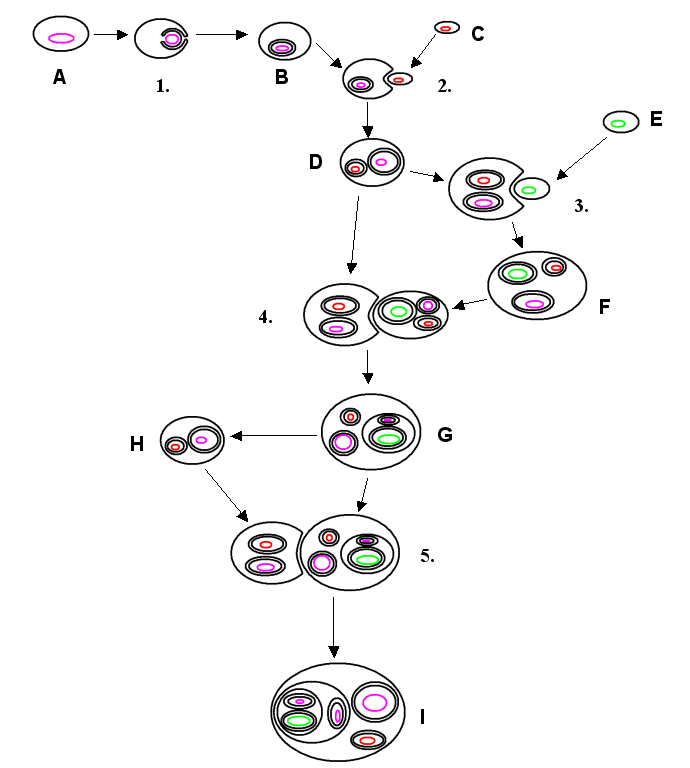
Modern endoszimbionta elmélet

Kwang Jeon kísérlete: [I] Amőbákat fertőzünk x-baktériumokkal [II] Sok amőba megbetegszik és elpusztul [III] A túlélők citoplazmájában x-baktériumok élnek [IV] Az antibiotikumok elpusztítják az x-baktériumokat: a gazdasejtek elpusztulnak, mivel már függővé váltak az x-baktériumoktól.

Keeling és Archibald szerint a sejtszervecskét az endoszimbiontától a redukálódott genomméret alapján szokás megkülönböztetni. Az endoszimbionta organellummá fejlődése során génjeinek többsége átkerül a gazdasejt genomjába. A gazdasejtek és az organellumok között ki kell fejlődnie egy szállítási mechanizmusnak, ami képes eljuttatni a sejtszervecske számára szükséges fehérjetermékeket, melyeket most már a sejt gyárt le. A cianobaktériumok, illetve az α-proteobaktériumok a plasztiszokhoz, illetve mitokondriumokhoz legközelebb álló jelenlegi önálló szervezetek. Mind a cianobaktériumok, mind az α-proteobaktériumok nagyméretű (>6 Mb), több ezer fehérjét kódoló genommal rendelkeznek. A plasztiszok és a mitokondrium genomja drámai méretű csökkenésen ment át baktériumbeli rokonaikhoz képest. A fotoszintetizáló élőlények kloroplasztiszgenomjai általában 120-200 kb körüli méretükkel 20-200 fehérjét kódolnak, míg az emberi mitokondrium mérete mindössze kb. 16 kb, 37 gént kódol, amiből 13 fehérje. Az édesvízi házas amőba, a cianobaktériumokból kifejlődött kromatoforákat tartalmazó Paulinella chromatophora esetében Keeling és Archibald más kritériumok figyelembe vétele mellett érvelnek; például, hogy a gazdasejt átvette-e a korábbi endoszimbionta osztódásának szabályozását, szinkronizálva azt a sejt saját osztódásával. Nowack és kollégái elvégezték a kromatofora (1,02 Mb) szekvenálását és azt találták, hogy ezek a fotoszintetizáló sejtek mindössze 867 fehérjét kódolnak. A legközelebbi rokon szabadon élő Synechococcus nemzetségbeli cianobaktériumokkal (melynek genommérete 3 Mb, 3300 génnel) összehasonlítva látható, hogy a kromatoforák drasztikus genomzsugorodáson mentek keresztül. A kromatoforák tartalmaztak a fotoszintézisért felelős géneket, de hiányoztak a bioszintézishez szükséges további gének; ez a megfigyelés arra utal, hogy ezen endoszimbionta sejtek túlélése és növekedése nagymértékben függ a gazdasejtjüktől. A kromatoforák endoszimbiotikus eseménye újabb keletű, ezért a mitokondriumokkal és plasztiszokkal való összehasonlítása betekintést nyújt a fotoszintetizáló prokarióta eukarióta sejtbe történő integrációjának korai fázisaiba.
A genetikus autonómia elvesztése, tehát az endoszimbionta gének nagy részének eltűnése az evolúciós időskála nagyon korai időszakában megtörtént. A teljes eredeti endoszimbionta genomot tekintve, az egyes gének az evolúciós időskálán nagyjából három lehetséges sorsra juthattak. Az első a funkciójukban redundáns gének elveszítése, melynek során a sejtmagban már jelen lévő gének fokozatosan elvesztek. A második lehetőség a gének horizontális géntranszferrel történő átjutása a sejtmagba. Az endoszimbionta autonómiájának elvesztése és a gazdaszervezetbe való integrációja főként a magba történő géntranszfernek köszönhető. Ahogy az evolúciós időskálán a sejtszervecske-genomok nagymértékben redukálódtak, a sejtmagi gének kiterjedtek és komplexebbekké váltak. Ennek eredményeképpen sok plasztisz- és mitokondriális folyamatot a sejtmag által kódolt géntermékek szabályoznak. Ráadásul, az endoszimbionta eredetű sejtmagi gének egy része új, a sejtszervecskével kapcsolatban nem lévő funkciókkal gazdagodott.
Bár a géntranszfer mechanizmusait még nem tárták fel teljes körűen; több elmélet létezik a jelenség megmagyarázására. A komplementer DNS-, röviden cDNS-hipotézisben hírvivő RNS (mRNS) viszi át a géneket az organellumokból a sejtmagba, ahol cDNS-sé konvertálva bekerülnek a genomba. A cDNS-hipotézis a zárvatermők genomjának vizsgálatán alapul. A mitokondriumok fehérjekódoló RNS-eit sejtszervecske-specifikus hasító (splicing) és szerkesztő helyeken hasítják és szerkesztik. Egyes mitokondriális gének sejtmagbeli kópiái azonban nem tartalmaznak sejtszervecske-specifikus hasító helyeket, ami mRNS-intermedier létezésére utal. Azóta a cDNS-hipotézist újragondolták, mivel a szerkesztett mitokondriális cDNS-ek nem valószínű, hogy képesek a sejtmag genomjával való rekombinációra, inkább a natív mitokondrium-genommal rekombinálódnának. Ha a szerkesztett mitokondriális szekvencia a mitokondriális genommal rekombinálódik, a mitokondriális hasítóhelyek már nem léteznének a mitokondrium genomjában. Ezért bármely további sejtmag irányú géntranszferben sem lennének mitokondriális splice helyek.
Az ömlesztett áramlás (bulk flow) elmélet szerint nem az mRNS, hanem közvetlenül a megszökött DNS a géntranszfer hordozója. A hipotézis szerint a sejtszervecskék zavarai, köztük az autofágia (normál sejthalál), a gametogenezis (ivarsejtképződés) vagy a sejtet érő stressz hatására DNS szabadul fel, ami a sejtmagba bevivődve a nem homológ végek összekapcsolása (a kettős szálú törések javítása) útján a sejtmagi DNS-be integrálódik. Például az endoszimbiózis kezdeti szakaszaiban, jelentős géntranszfer hiányában a gazdasejtnek szinte semmilyen kontrollja nincs az endoszimbionta fölött. Az endoszimbionta a gazdasejttől függetlenül végez sejtosztódást, ami több gazdasejtbeli kópia létrejöttét eredményezi. Ezek egy része a sejtmembrán lízise során kijut, és DNS-nek nagy része bekerül a sejtmagba. Hasonló mechanizmus nyomait vélnek felfedezni a dohánynövényben, ahol nagymérvű géntranszfer történik és aminek sejtjeiben több kloroplasztisz található. Az elmélet mellett szól továbbá a sejtszervecske-eredetű gének nem véletlenszerű klaszterekben való jelenléte, ami nagy mennyiségű gén szimultán átkerülésére utal.
Lane 2011-es hipotézise szerint az első endoszimbionták némelyike elpusztult az ősbaktérium-gazda citoplazmájában, szimbionta nukleinsavainak egy része pedig plazmidok és egyéb mozgó genetikai elemek révén bekerülhetett a gazda DNS-ébe. Az elképzelés szerint a sejtmaghártya ennek a gyakran káros mutációkat eredményező „bombázásnak” (melynek során prokariótákból származó gének is gyarapíthatták a leendő eukarióta DNS-ét) az elkerülésére létrejött adaptáció lenne. Az így elkülönülő sejtmag már tartalmazhatta a szimbionták genomjának a tetemes részét.
2015-ben Roberto Cazzolla Gatti biológus előállt az elmélet egy olyan változatával, az endogenoszimbiózissal, melyben nem csak a sejtszervecskék endoszimbionta eredetűek, hanem különböző szimbiotikus paraziták („génhordozók”, mint vírusok, retrovírusok és bakteriofágok) örökítőanyagának részletei kerülnek be a gazda sejtmagi DNS-ébe, megváltoztatva a gazda génkifejeződését és hozzájárulva a fajképződés folyamatához.
A molekuláris és biokémiai bizonyítékok arra utalnak, hogy a mitokondriumok közeli rokonai a Rickettsiales proteobaktériumoknak (azon belül a SAR11 klád, vagy közeli rokonainak), míg a kloroplasztiszok a nitrogénfixáló fonalas cianobaktériumoknak. A szimbiogenezis folyamata során a mitokondrium kialakulása egyszer következett be. A ma létező mitokondriumok, a hidrogenoszómák és a mitoszóma mind ennek az egyszeri lépésnek az evolúció során változatos formában jelentkező eredményei. Az is valószínű, hogy a mitokondrium szimbiontává alakulása relatíve rövid idő alatt következhetett be, átmeneti alakok nem maradtak fenn, ahogyan többszöri „próbálkozásnak” sem ismerjük nyomát.

## Sejtszervecskék genomjai

### Plasztomok és mitogenomok

Az emberi mitokondrium genomjában 2 rRNS-t, 22 tRNS-t és 13 redoxfehérjét kódoló gén őrződött meg

Végül az endoszimbionta gének harmadik lehetséges sorsa az, hogy ott maradnak a sejtszervecskében. Bár a plasztiszok és mitokondriumok a genomjaik nagy részét elveszítették, megtartották az rRNS-t, tRNS-t, a redoxireakciókban részt vevő (oxidatív foszforilációhoz szükséges) fehérjéket, továbbá a transzkripcióhoz, transzlációhoz és replikációhoz szükséges fehérjéket kódoló génjeiket. Sok elmélet próbálja megmagyarázni, hogy miért tartják meg a sejtszervecskék genomjuk egy kis részét, eddig azonban egyik elmélet sem volt minden szervezetre alkalmazható és a vita még nem jutott nyugvópontra. A hidrofóbia-elmélet szerint az erősen hidrofób (víztaszító) fehérjék (amilyenek a redoxireakciókban résztvevő, membránhoz kötött fehérjék is) nem jutnak át könnyen a citoszolon, ezért az ilyen fehérjéket a megfelelő sejtszervecskéken belül kell kódolni. A kódeltérés-elmélet szerint az átvitel korlátai a sejtszervecskebeli és a sejtmagon belüli genetikai kódok és az RNS-szerkesztés eltéréseiből származnak. A redox-kontroll hipotézis azt állítja, hogy a redoxi-reakciók fehérjéit kódoló gének azért maradnak meg eredeti helyükön, hogy hibajavítási igény esetén helyben rendelkezésre álljon ezeknek a fehérjéknek a szintézise, így képesek maradjanak a villámgyors visszacsatolásra a gyorsan változó környezeti feltételek között. Például, ha a plasztisz valamelyik fotorendszere elvész, a köztes elektronhordozók túl sok elektront nyerhetnek vagy veszíthetnek, ami jelzi a fotorendszer javítási igényét. Az a késleltetés, ami a sejtmagnak történő jelzésből és a citoszol-fehérje a sejtszervecskébe történő transzportjából adódik, káros reaktív oxigénszármazékok termeléséhez vezetne. Az utolsó elmélet szerint pedig a membránfehérjék összeszerelése, főleg a redoxireakciókban részt vevőké, a kisebb részek koordinált szintézisét és összeszerelését igényeli; a transzláció és a fehérjetranszport azonban nehezebben kontrollálható a sejtplazmában.

### Nem fotoszintetizáló plasztiszgenomok
A mitokondrium és a plasztiszok génjeinek többsége a fotoszintézisben (a plasztiszok esetében), illetve a sejtlégzésben (a mitokondriumoknál) részt vevő fehérjéket kódoló gének kifejezésében (transzkripciójában, transzlációjában és replikációjában) játszik szerepet. Ebből kiindulva feltételezhetnénk, hogy a fotoszintézis vagy a sejtlégzés elvesztése a teljes plasztisz-, illetve mitogenom elvesztésével járna. Bár több példa is van arra, hogy mitokondrium-eredetű sejtszervecskék (mitoszómák és hidrogenoszómák) a teljes genomjukat elvesztették, a nem fotoszintetizáló plasztiszok általában megtartanak egy kisméretű genomot, illetve nem ismert olyan élőlény, ami korábban meglévő plasztiszát elveszítette volna. Erre két lehetséges magyarázat ismert:
Az esszenciális tRNS-hipotézis rámutat, hogy nincs dokumentált, funkcionális, RNS-termékeket (tRNS-eket és rRNS-eket) kódoló gének szállítását végző plasztiszból sejtmagba történő géntranszfer. Épp ezért a plasztiszoknak saját maguknak kell a funkcionális RNS-eiket előállítaniuk, vagy a sejtmagbelieket kell importálniuk. A tRNA-Glu és tRNA-fmet azonban nélkülözhetetlennek tűnik. A plasztisz felelős a hem bioszintéziséért, amihez prekurzorként szükséges a plasztisz által kódolt tRNA-Glu (a trnE génből). Hasonlóan más, RNS-kódoló génekhez a trnE sem transzferálható a sejtmagba. Ráadásul valószínűtlen, hogy a trnE lecserélhető lenne a citoszolban található tRNA-Glu-ra, mivel a trnE erősen konzervált állapotú, egyetlen bázis megváltozása is elronthatja a hem szintézisét. A tRNS-formilmetionin (tRNA-fmet) szintén a plasztiszgenomban kódolódik, és szükséges a transzláció kezdeményezéséhez mind a plasztiszokban, mint a mitokondriumban. Egy plasztiszra van szükség a tRNA-fmet génjének kifejezéséhez egészen addig, amíg a mitokondrium fehérjék transzlációját végzi.
A korlátozott ablak elmélete általánosabb magyarázatot próbál adni a nem fotoszintetizáló plasztiszok génjeinek megmaradására. Az ömlesztett áramlás elmélete szerint a sejtszervecskék zavarai teszik lehetővé a sejtmag felé történő génszállítást. Az endoszimbiózis kezdeti fázisaiban ez gyakori esemény lehetett, miután azonban a gazdasejt átvette a sejtszervecske osztódásának irányítását, az eukarióta sejtek evolúciója abba az irányba haladt, hogy minden sejtben csak egy plasztisz legyen. Ez azonban erősen korlátozza a géntranszfert, hiszen az egyetlen plasztisz lízise valószínűleg az egész sejt halálát okozza. Az elmélettel konzisztens, hogy a sejtenként több plasztisszal rendelkező élőlényekben 80-szoros a plasztiszból sejtmagba történő géntranszfer az egyetlen plasztisszal rendelkezőkhöz képest.

## Bizonyítékok
Rengeteg bizonyíték mutat arra, hogy a mitokondriumok és a plasztiszok, a kloroplasztiszt is beleértve bakteriális eredetűek.
- Új mitokondriumok és plasztiszok kizárólag a baktériumok és archeák sejtosztódási módszerével, azaz kettéosztódással keletkeznek.[47]
- Mitokondriumának vagy kloroplasztiszának eltávolítása után a sejt nem képes újat létrehozni.[48] Egyes algák, például az Euglena plasztiszait egyes kemikáliáknak, vagy hosszabb fényhiánynak való kitettség el tudja pusztítani. Ilyen esetekben a plasztiszok nem fognak regenerálódni.
- A mitokondriumok és kloroplasztiszok külső membránjában megtalálható porin transzportfehérjék a baktériumok sejtmembránjában is előfordulnak.[49][50][51]

A kloroplasztiszok és cianobaktériumok összehasonlítása

- A kardiolipin nevű membránlipid kizárólag a mitokondrium belső membránjában és baktériumok sejtmembránjában található meg.[52]
- Egyes mitokondriumokban és plasztiszokban olyan egyszálú cirkuláris DNS-molekulák találhatók, melyek méretükben és szerkezetükben is hasonlítanak a baktériumok DNS-éhez.[53]
- Genomjaik összehasonlítása alapján a mitokondriumok és a Rickettsia-baktériumok közeli rokonsága valószínűsíthető.[54]
- Genomjaik összehasonlítása alapján a plasztiszok és a cianobaktériumok közeli rokonsága valószínűsíthető.[55]
- A mitokondriumok és kloroplasztiszok genomjában található sok gén elveszett, vagy átkerült a gazdasejt magjába. Ennek következményeként sok eukarióta kromoszóma tartalmaz mitokondrium-, illetve plasztisz-eredetű géneket.[53]
- A mitokondriumok és a plasztiszok riboszómái (70S) jobban hasonlítanak a baktériumokéra, mint az eukariótákéra.[56]
- A mitokondriumok és kloroplasztiszok által előállított fehérjék formilmetionint használnak indító aminosavként, ami a bakteriális eredetű fehérjékre jellemző, míg az eukarióta sejtmagi eredetű vagy archea-eredetű fehérjékre nem.[57][58]

## Másodlagos endoszimbiózis
Az elsődleges endoszimbiózis során egy sejtet egy másik, önálló szervezet sejtje bekebelezi. Másodlagos endoszimbiózisról akkor beszélhetünk, ha az elsődleges endoszimbiózissal létrejött élőlényt kebelezi be egy másik eukarióta szervezet. Másodlagos endoszimbiotikus esemény több alkalommal is előfordult az élővilág történelmében, az algák és más eukarióták rendkívül szerteágazó csoportjait hozva létre. Egyes szervezetek képesek opportunista módon kihasználni egy hasonló folyamatot, ahol bekebeleznek egy algát és felhasználják fotoszintézisének eredményeit, ám ha az alga elpusztul vagy valamilyen módon kiszabadul, a gazdaegyed visszatér az önálló életmódhoz. Az obligát másodlagos endoszimbionták függő helyzetbe kerülnek a sejtszervecskéiktől és képtelenek azok hiányában funkcionálni (lásd még McFadden 2001). A National Science Foundation által alapított RedToL (Red Algal Tree of Life Initiative) kiemeli a vörösmoszatok (Rhodophyta) másodlagos endoszimbiózissal játszott szerepét a földi élet evolúciójában.
A másodlagos endoszimbiózis egy lehetséges jelenkori példáját Okamoto & Inouye (2005) figyelte meg folyamatában. A Hatena heterotróf protiszta ragadozó életmódot folytat, egészen addig, míg el nem fogyaszt egy zöldmoszatot, ami eztán elveszíti ostorait és citoszkeletonját míg a Hatena gazdaszervezet átáll fotoszintetikus működésre, a fény felé törekszik és elveszíti táplálkozószervét.
A másodlagos endoszimbiózis folyamata otthagyta evolúciós lenyomatát a plasztiszmembránok egyedi topográfiájában. A másodlagos plasztiszokat három (az ostoros moszatokban és egyes páncélos ostorosokban) vagy négy (a haptofitákban, sárgásmoszatokban, egybarázdás moszatokban és a Chlorarachniophyta csoportban) membrán veszi körül. A két plusz membránról úgy gondolják, hogy megfelel a bekebelezett moszat plazmamembránjának és a gazdasejt fagoszómamembránjának. Az egybarázdás moszatokban az eukarióta sejt endoszimbiotikus begyűjtése tetten érhető; itt a vörösalga-szimbionta megmaradó sejtmagja (a nukleomorf) megtalálható a második és harmadik membrán között.
A páncélos ostorosok (Dinophyta) csoportjában a legkülönbözőbb endoszimbiotikus jelenségek fordulnak elő, ennek Kryptoperidinium nemzetségében harmadlagos endoszimbiotikus folyamatként az eredeti plasztiszok mellett az újonnan bekebelezett kovamoszat sejtmagja, riboszómái és mitokondriumai is megmaradtak – a kovahéjtól eltekintve csaknem az egész bekebelezett sejt.
A plasztiszokat tartalmazó élőlények sokfélesége ellenére a morfológia, a biokémia, a genom elrendeződése, a plasztisz RNS- és fehérjemolekuláinak molekuláris fejlődéstörténete arra utalnak, hogy a jelenleg létező plasztiszok mind egy közös őstől származnak – bár ennek az elméletnek az elfogadottsága nem teljes körű.
Néhány faj, köztük a Pediculus humanus (tetű) mitokondriumában több kromoszóma is található. Ez a tény, és a mitokondrium génjeinek fejlődéstörténete arra utalnak, hogy a mitokondrium több őstől származik, melyeket több endoszimbiotikus esemény során sikerült „zsákmányolni”, és hogy az eredeti mitokondriális kromoszómák génjei között kiterjedt összeolvadások és átrendeződések mentek végbe.

## Datálás
Még nem eldöntött annak kérdése, hogy mikor ment végbe az átmenet a prokarióta és eukarióta alakok között, illetve mikor jelent meg az első, korona helyzetű eukarióta csoport a Földön. A legrégebbi, már egyértelműen az Eukaryota csoportba tartozó fosszíliák a tüskeszerű acritarcha mikrofosszíliák, az 1631±1 Ma-ból származó indiai Deonar formációból (alsó-Vindja Szupercsoport) származnak. Ezek a fosszíliák még éppen azonosíthatók sejtmaggal rendelkező eukariótákként, melyekben kifinomult morfológiát előállító citoszkeletont hajtanak meg a mitokondriumok. Ez az ősmaradvány-bizonyíték arra utal, hogy az alfa-proteobaktériumok befogása 1,6 Ga előtt kellett történjen. Molekuláris órák segítségével is megpróbálták megbecsülni, hogy mikor élt az utolsó közös eukarióta ős (last eukaryotic common ancestor = LECA), ezek a módszerek azonban eleve nagy bizonytalansággal működnek és széles időintervallumokat eredményeznek. A LECA-val kapcsolatos hihető eredmények között egy kb. 1800 Mya is szerepel. Egy 2300 Mya becslés szintén elképzelhetőnek tűnik és további vonzerejét adja, hogy egybeesik a Föld történetének leglátványosabb biogeokémiai fölbolydulásával, a nagy oxigenizációs eseménnyel. A korai paleoproterozoikum nagy oxigenizációs eseményét az eukarióták kialakulása egyik hajtóerejeként említik – az oxigén-detoxikáló mitokondriumok evolúciójának kiváltójaként. Egy alternatív elképzelés szerint a nagy oxigenizációs eseményt már az eukariogenezis, pontosabban az általa a szerves szén kivitelére és eltemetésére gyakorolt hatás okozhatta.

## Fordítás
- Ez a szócikk részben vagy egészben a Symbiogenesis című angol Wikipédia-szócikk ezen változatának fordításán alapul.  Az eredeti cikk szerkesztőit annak laptörténete sorolja fel. Ez a jelzés csupán a megfogalmazás eredetét és a szerzői jogokat jelzi, nem szolgál a cikkben szereplő információk forrásmegjelöléseként.